# Полозов (хутор)
По́лозов — упразднённый хутор Грязновского сельсовета Липецкого района Липецкой области России. Исключен из учётных данных в 1987 году.

## Топоним
Название — по фамилии Полозов.

## География
Располагался у южной границы села Грязное, на правом берегу реки Ериловки.

## История
В 1884 году в указателе храмовых празднеств в Воронежской епархии Д. Самбикин упоминает его как селение в приходе села Вербилова.
В конце XIX — начале XX века входил в состав Грязновской волости Задонского уезда Воронежской губернии. С 1928 года в составе Грязновского сельсовета Боринского района, с 1963 года — в составе Липецкого района.
На карте 1981 года хутор Полозов был показан как нежилой.